# Rudolf Gleichauf

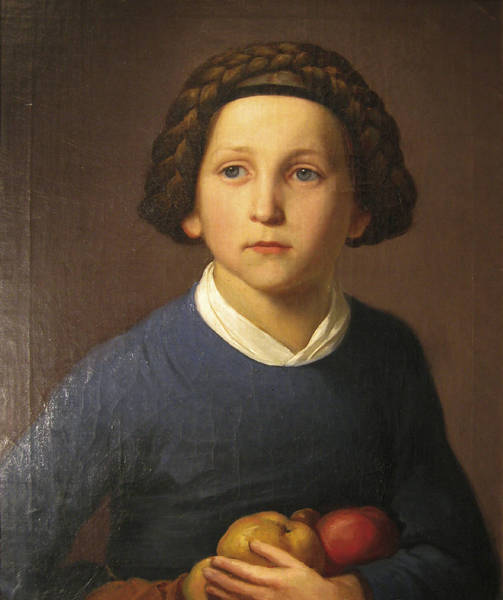
Rudolf Gleichauf: Porträt eines Mädchens

Rudolf Gleichauf (* 29. Juli 1826 in Hüfingen; † 15. Oktober 1896 in Karlsruhe) war deutscher Historien- und Trachtenmaler. Er hat insbesondere Wandgemälde für Bauten der badischen Oberbaudirektion geschaffen.

## Leben
Gleichauf besuchte die ländliche Zeichenschule des Oberlehrers Lucian Reich (Vater des Bildhauers Franz Xaver Reich und des Malerpoeten Lucian Reich). Nachdem Reich einige Illustrationen des damals erst zehnjährigen Gleichauf an Julius Schnorr von Carolsfeld geschickt hatte und dieser Gleichaufs Talent bestätigte, erhielt Gleichauf ein Stipendium des Fürsten Karl Egon III. zu Fürstenberg an der Münchner Akademie bei Schnorr von Carolsfeld. Gleichauf folgte Schnorr von Carolsfeld 1846 dann nach Dresden an die Dresdner Akademie, wo er zahlreiche Kopien von Gemälden Alter Meister anfertigte.
1848 kehrte er zeitweilig nach Baden zurück. 1850 war er an der Städelschule in Frankfurt am Main. Um jene Zeit schmückte er die Trinkhalle in Baden-Baden mit einem Kinderfries aus. Dort befindet sich auch ein Relief aus gebrannter Tonerde von Gleichauf, das den Türkenlouis darstellt.
Von Frankfurt wurde er von Oberbaudirektor Heinrich Hübsch nach Karlsruhe berufen, um Bauten der Oberbaudirektion mit Wandgemälden zu versehen. Diese Tätigkeit führte er auch unter Hübschs Nachfolger Josef Durm fort. Zu Gleichaufs Werken aus dieser Zeit gehört die Darstellung der Hygieia am Giebel des Vierordtbades. Gleichauf schuf hier ein Bild in Freskomalerei, das allerdings binnen zweier Jahrzehnte verblasst war. Daher wurde das Bild 1892 im Lithokaustik-Verfahren auf Keramik übertragen und blieb so erhalten. Die Deckentondi in der Alten Aula der Universität Heidelberg schuf Gleichauf in den Jahren 1885/86. Erhalten geblieben ist auch ein Altarbild von Rudolf Gleichauf in der katholischen Kirche in Kronau. Auch die Kirche Heilig Kreuz in Bietigheim wurde mit einem Altarbild von Gleichauf geschmückt. Es zeigt die Auffindung des heiligen Kreuzes. Ein weiteres Gemälde in einem sakralen Raum ist Der erstandene Christus mit den Frauen am Grabe in der Apsis der Friedhofskapelle auf dem Karlsruher Hauptfriedhof.
Außer zahlreichen Wandgemälden hat Gleichauf im Auftrag des badischen Hofs und der badischen Regierung zwischen 1862 und 1869 auch 39 Aquarellbilder und eine Vielzahl von Kostümstudien geschaffen, die sich in der Badischen Landessammlung erhalten haben und für ein „umfängliches badisches Trachtenwerk“ geplant waren, das jedoch nicht vollendet wurde. Im Museum für Kunst und Geschichte Hüfingen war 2009/2010 die Ausstellung Gegenüber mit Werken von Rudolf Gleichauf zu sehen.
Eine Schwester von Rudolf Gleichauf war mit dem Hüfinger Künstler Joseph Heinemann, einem Bruder von Johann Nepomuk Heinemann, verheiratet.

## Ehrungen
- Orden vom Zähringer Löwen
- Hausorden vom Weißen Falken

## Schriften
- Badische Landes-Trachten. Müller’s Kunstverlag, Stuttgart ca. 1863.
- Brigitte Heck: Badische Landestrachten: dargestellt und beschrieben durch den Maler Rudolf Gleichauf in den Jahren 1861 bis 1869. verlag regionalkultur, Ubstadt-Weiher 2019, ISBN 978-3-95505-178-5.